# 五氟化铂
五氟化铂是一种无机化合物，实验式 PtF5。人们很少研究这种红色的挥发性固体，但作为少数几种铂的二元氟化物之一，即仅包含铂和氟的化合物而受到关注。它在水中会水解。
这种化合物是由尼尔·巴特利特首次合成。他是把二氯化铂在350 °C以上被氟化（在此温度以下只能形成 PtF4）来合成五氟化铂。
其结构是四聚体，与五氟化钌非常相似。在四聚体中，每个铂原子均采用八面体形分子构型，并带有两个桥接氟原子配体。